# لاکی جون

عروسک لاکی جون

لاکی جون یک برنامه کودک و نوجوان بود که از صدا و سیمای ایران پخش شد. این برنامه، یک مجموعه نمایشی عروسکی بود. لاکی جون نام شخصیتی عروسکی در این برنامه بود به شکل لاک‌پشت که کودکی در آن قرار می‌گرفت و یک صدا پیشه جای آن حرف می‌زد. این برنامه بیشتر به مسایل تفریحی و تربیتی کودکان می‌پرداخت.
عروسک لاکی جون از عروسک‌هایی بود که در مقاطعی کوتاه محبوب شدند

## عوامل سازنده
کارگردان : محمدرضا بادکوبه 
صدای لاکی جون : زهره مجابی 
عروسک‌گردان لاکی جون : فرهاد کیوان قنسولگری 
بازیگران : مهدی مگانی ، بابک بادکوبه
تصویربردار : هوشنگ بنایی
منشی صحنه : مریم سعادت 